# قيطم أندريا
قيطم أندريا (الاسم العلمي:Xenopus andrei ) (بالإنجليزية: Andre's clawed frog)‏ هو نوع من البرمائيات يتبع جنس القيطم من فصيلة الضفادع العديمة اللسان.